# 홍남주
홍남주(1827년(순조 27) ~ ?)는 조선 후기 문신으로, 자는 시중(時中), 본관은 풍산(豊山)이다.

## 생애
1851년(철종 2) 정시 무과에 급제하였고, 1858년(철종 9) 나난만호(羅暖萬戶)를 지냈다.
1865년(고종 2) 가산군수(嘉山郡守), 1868년(고종 5) 길주목사(吉州牧使), 1869년(고종 6) 철원부사(鐵原府使), 1870년(고종 7) 경상좌도 수군절도사(慶尙左道水軍節度使), 1871년(고종 8) 경상좌도 병마절도사(慶尙左道兵馬節度使), 1876년(고종 13) 남양부사(南陽府使), 1878년(고종 15) 풍덕군수(豊德郡守), 1879년(고종 16) 전라도 병마절도사(全羅道兵馬節度使), 1880년(고종 17) 회령부사(會寧府使), 1891년(고종 28) 갑산부사(甲山府使), 1894년(고종 31) 창원부사(昌原府使) 등을 역임하였다.
1894년(고종 31)에는 삼도수군통제사(三道水軍統制使)에 제수되었다.

## 가족 관계
증조는 홍유호(洪留浩)이고, 조부는 현감(縣監) 홍희상(洪羲象)이며, 부친 홍순모(洪舜謨)이다. 외조부 조집(趙)이고, 처부는 이응래(李應來)이다.
| 전임 민영옥 | 제209대 삼도수군통제사 1894년 12월 - 1896년 5월 | 후임 없음 |